# Mário Juruna
Mário Juruna (Batizado: Mario Dzuruna Butsé) (Barra do Garças, 3 de setembro de 1943 — Brasília, 17 de julho de 2002) foi um líder indígena e político brasileiro. Filiado ao Partido Democrático Trabalhista, foi o primeiro deputado federal indígena do Brasil.
Juruna nasceu na aldeia xavante Namakura, próxima a Barra do Garças, no estado de Mato Grosso. Era filho de Isaías Butsé, chefe da aldeia Namakura que era também irmão de Ahöpowe (conhecido como Apoena), o principal cacique do povo Xavante. Viveu na aldeia, sem contato com o a população branca brasileira até os dezessete anos, quando sucedeu seu pai na liderança da aldeia.
Na década de 1970, ficou famoso ao percorrer os gabinetes da Fundação Nacional do Índio, em Brasília, lutando pela demarcação de terra para os índios, portando sempre um gravador "para registrar tudo o que o branco diz" e constatar que as autoridades, na maioria das vezes, não cumpriam a palavra. Posteriormente, publicou o livro O Gravador do Juruna.
Foi eleito deputado federal pelo PDT em 1982 com 31 mil votos, representando o estado do Rio de Janeiro. Sua eleição teve uma grande repercussão no país e no mundo. Foi o responsável pela criação da Comissão Permanente do Índio no Congresso Nacional, o que levou o problema indígena ao reconhecimento formal. Em 1984, denunciou o empresário Calim Eid por tentar suborná-lo para votar em Paulo Maluf, candidato dos militares à presidência da república no colégio eleitoral. Juruna acabou votando em Tancredo Neves, candidato da oposição democrática.
Não conseguiu se reeleger em 1986, mas continuou ativo na política por vários anos. Em 1990 e 1994, concorreu novamente a deputado federal, mas não foi eleito. Em 1995, foi assessor parlamentar em Brasília, mas não exerceu o cargo devido a sua saúde. Juruna morreu em 17 de julho de 2002, aos 59 anos de idade, em decorrência de diabetes. Seu corpo foi velado no Congresso Nacional brasileiro.

## Nascimento
Em 3 de setembro de 1943 nascia Oniuou, que só foi ter contato com o homem branco no ano de 1958, o nome Mário Juruna foi adotado como nome da sociedade branca. Juruna deixou sua tribo depois de uma transferência do seu povo xavante para outras terras, a tribo foi realocada pelos padres salesianos para fazendas que eram do Vaticano. Os anos de 1964 a 1969 foram os anos que Juruna passou longe da tribo, nesse período ele trabalhou em fazendas, faz relatos de um fazendeiro que ajudava a proteger o povo xavante e até a boa convivência com o padre Pedro de Baderotto. “Barbudo, que viveu junto com os xavantes na aldeia de Santa Terezinha e assumiu também como diretor. Então, eu aprendi a vida do branco com o padre” (O Gravador do Juruna, p.213). Juruna faleceu em 2002, no Distrito Federal, devido a problemas decorrentes de diabetes.
"Os dados são pouco confusos, e Mario não ajuda muito a esclarece-los, pelos simples fatos de, nos costumes indígenas a montagem do tempo ser diversa da do homem branco. Mas a memória do cacique guarda alguns lances importantes, como a existência de um fazendeiro que protegia os índios Xavantes contra os ataques dos demais proprietários como o chamado Mané Garcia: "ele salvou a tribo" lembra Juruna com admiração na voz, ainda hoje, se referindo a acontecimentos, contando que após a demarcação da reserva o fazendeiro mudou-se para região próxima a Merure" (JURUNA, 1982, p.213)

## Contexto
Mario Juruna nasceu durante a transição da Segunda Republica (governo provisório) para o Estado Novo de Vargas, porém foi durante a Quarta República, com seu aspecto populista e expansionista que Juruna entra em militância pelos direitos de todos os povos indígenas. Corajosamente, durante toda a Ditadura Militar, é quando Juruna ganha destaque a nível nacional com sua postura combativa.

### Povo Xavante
Mário Juruna é de origem Xavante, etnia indígena concentrada principalmente no Mato Grosso, e conhecida por apresentar resistência em relação ao contato com populações brancas. O povo Xavante teve notoriedade na mídia em meados da década de 1940, já que houve diversos conflitos entre as tribos e entidades governamentais, supostamente criadas para “apaziguar” índios, durante as campanhas da Marcha para o Oeste. Algumas das tradições da cultura Xavante foram alteradas, além de práticas cerimoniais, religiosas e sociais, sobretudo em ocasiões nas quais índios entraram em contato com missionários católicos e evangélicos. Apesar disso, a cultura Xavante ainda apresenta vitalidade, sendo passada através das gerações por meio da língua e mecanismos sociais.
Algumas das tradições Xavantes incluem corridas (uiwede), lutas cerimoniais (que servem como uma espécie de ritual de passagem para a vida adulta), e, surpreendentemente, futebol, que, com o passar do tempo, se tornou uma prática popular entre índios dessa etnia. Há também rituais de reclusão que fazem parte da passagem para a vida adulta de garotos Xavante, que, ao participarem dessa prática, devem se manter reclusos durante 5 anos, fazendo contato apenas com outros participantes desse ritual, e, saindo do local onde se realiza a cerimônia (Hö, casa tradicional, especialmente construída numa das extremidades do semicírculo da aldeia, para a reclusão dos wapté (jovens) durante o período de iniciação para a fase adulta) somente para realizar atividades como caça e coleta ou outras práticas cerimoniais. Ainda, um aspecto importante da cultura Xavante é o maniqueísmo presente na maneira em que estes índios observam o mundo. Nesta cultura, tudo é dotado de dois lados opostos e complementares.

### Luta pelos direitos Indígenas até 1980
Em 1975, Juruna as margens do rio das mortes, juntamente com 230 índios cria a aldeia Namunkurá, nesse período foi onde Juruna passou a fazer denúncias sobre explorações. Era contra ao Estatuto do índio nos art. 2 (v), 17 e 22, esse artigo permite que os povos indígenas possam ser removidos de suas terras, de maneira permanente ou temporária, com as seguintes condições, por imposição da segurança nacional; para a realização de obras públicas que interessem ao desenvolvimento nacional; para a exploração de riquezas do subsolo de relevante interesse para a segurança e o desenvolvimento nacional.
Sua luta de denúncia contra a FUNAI, os acusado má gestão e ajudar no extermínio de índios. FUNAI, era um órgão que estava atrelado com o Ministério do Interior, como a SUDAM, SUDENE, SUDESUL entre outras, que ficava responsável por elaborar uma política em benefício das empresas especialmente das grandes empresas nacionais e multinacionais, ao invés de proteger os interesses dos povos indígenas.
Seu embate com o CIMI (Conselho Indigenista Missionário) era devido a missão distorcida exercida por eles. O Conselho Indigenista Missionário foi criado em 1972, no auge da ditadura militar, tem como objetivo “Em sua prática junto aos povos indígenas, o CIMI assume como objetivo geral: Testemunhar e anunciar profeticamente a Boa-Nova do Reino, a serviço dos projetos de vida dos povos indígenas, denunciando as estruturas de dominação, violência e injustiça, praticando o diálogo intercultural, inter-religioso e ecumênico, apoiando as alianças desses povos entre si e com os setores populares para a construção de um mundo para todos, igualitário, democrático, pluricultural e em harmonia coma natureza, a caminho do Reino definitivo.” 

### Deputado Federal pelo Rio de Janeiro

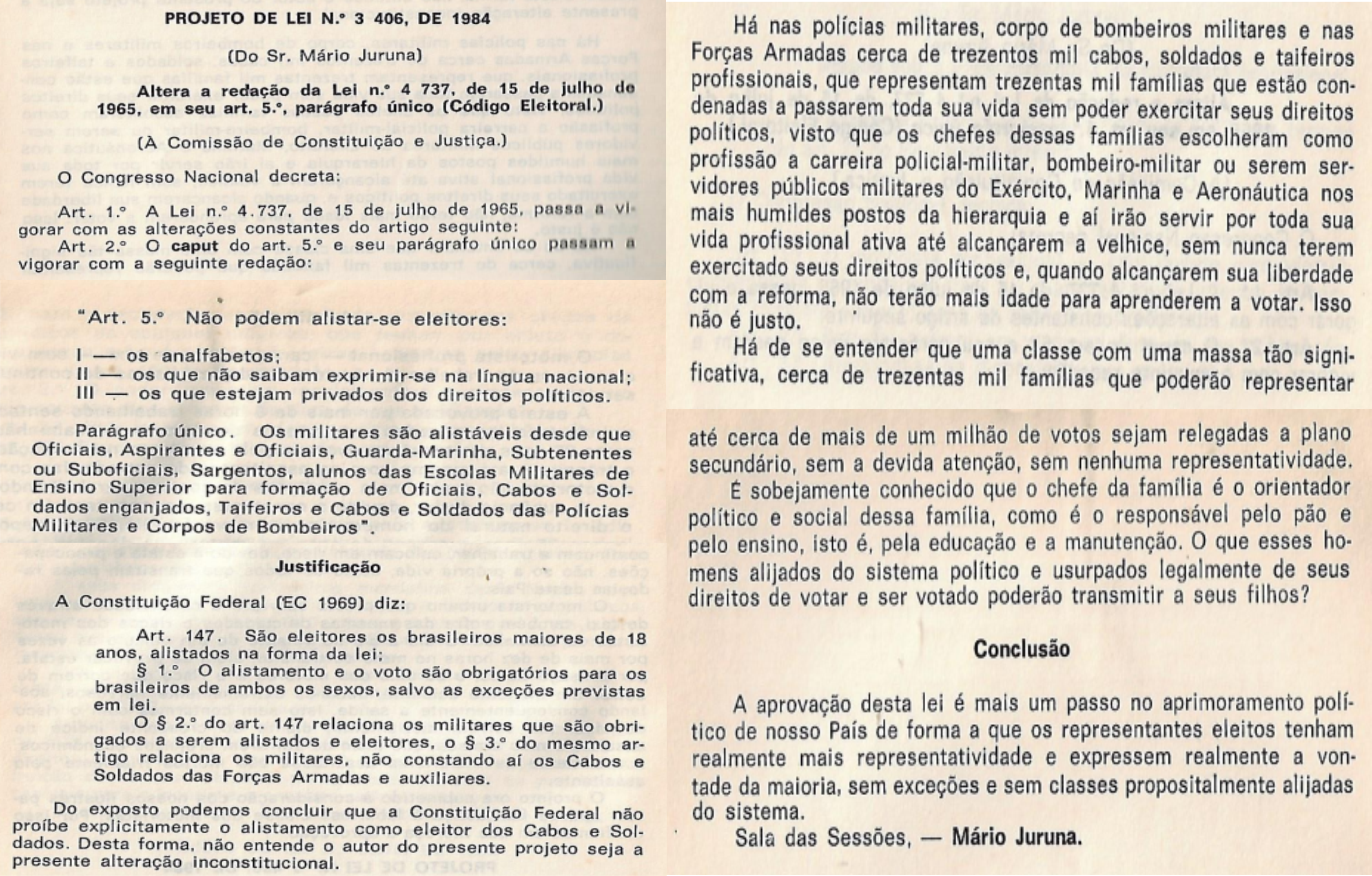
Projeto de lei em 1984 propondo alterações no Código Eleitoral Brasileiro.

Mario Juruna foi eleito para o cargo político de deputado federal pelo Rio de Janeiro em 1982. Filiado ao PDT (Partido Democrático Trabalhista), assumiu o cargo em fevereiro de 1983. No parlamento, não desenvolveu projetos, e participou apenas como suplente em comissões parlamentares, porém sempre foi ativo politicamente, lutando pelo direito dos indígenas, atuando junto as comunidades e instituições de proteção dos povos indígenas. 

### Tribunal Russell
Em 1980, Mário Juruna vai a Holanda, para denunciar perante o Tribunal Russell os abusos que os indígenas do Brasil estavam sofrendo, por conta de roubo de terras e assassinatos. A FUNAI queria vetar a sua ida para o tribunal, porém isso não aconteceu. “Ninguém queria que eu fosse. Fizeram campanha, mas a nossa campanha foi melhor.’’ No tribunal, Juruna concluiu que a situação indígena era complicada em todos os países que tinham povos indígenas.

### O Gravador de Juruna
De fato, sua obra publicada em 1983, O Gravador de Juruna, demonstra a intensidade a qual Juruna lutava pelos direitos dos povos indígenas. Essa obra é baseada nas gravações realizadas por Juruna, junto a dirigentes da FUNAI e parlamentares, que prometiam politicas e cumprimento de leis para a proteção dos povos indígenas e não as cumpriam. 